# Lower Manhattan

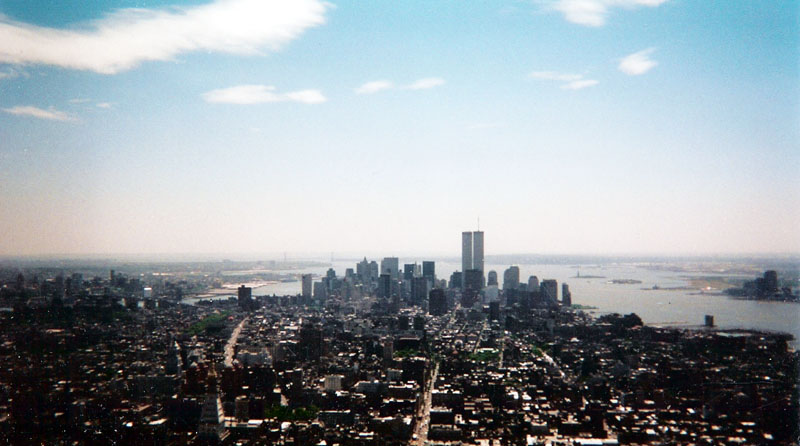
Lower Manhattan w maju 2001 roku, widziany z Empire State Building. W tle World Trade Center na cztery miesiące przed zamachem terrorystycznym z 11 września

Lower Manhattan (Dolny Manhattan) – wysunięta najdalej na południe część wyspy Manhattan, centrum biznesowe i administracyjne miasta Nowy Jork. Lower Manhattan, określany często mianem „centrum”, definiowany jest zazwyczaj jako obszar ograniczony od północy przez 14. ulicę, na zachodzie przez rzekę Hudson, na wschodzie przez cieśninę (wł. estuarium) East River, zaś na południu przez New York Harbor. Znajdująca się w Lower Manhattan Wall Street gruntuje pozycję Nowego Jorku jako światowej stolicy finansów, stanowiąc siedzibę New York Stock Exchange, czyli największej na świecie giełdy papierów wartościowych pod względem kapitalizacji rynkowej swoich spółek.
Lower Manhattan obejmuje dystrykt finansowy Nowego Jorku (często określany mianem Wall Street, jako że właśnie ta ulica stanowi centrum obszaru biznesowego); w przeszłości znajdowały się tutaj również siostrzane wieże World Trade Center. Na północ od dystryktu finansowego zlokalizowany jest ratusz miasta Nowy Jork, zaś na południowym odcinku wyspy znajduje się Battery Park. W skład zachodniej sekcji Lower Manhattan wchodzi TriBeCa, natomiast wschodnia część Lower Manhattan obejmuje Manhattan Municipal Building. W Lower Manhattan leży najstarsze w Nowym Jorku, jedno z sześciu obecnie istniejących Chinatown. Na tym obszarze funkcjonuje ponadto wiele sądów oraz urzędów państwowych. Lower Manhattan składa się z charakterystycznych, mniejszych sąsiedztw, a w tym m.in.: SoHo, Greenwich Village, Małych Włoch, NoLita, East Village, Chelsea oraz Union Square.

## Historia

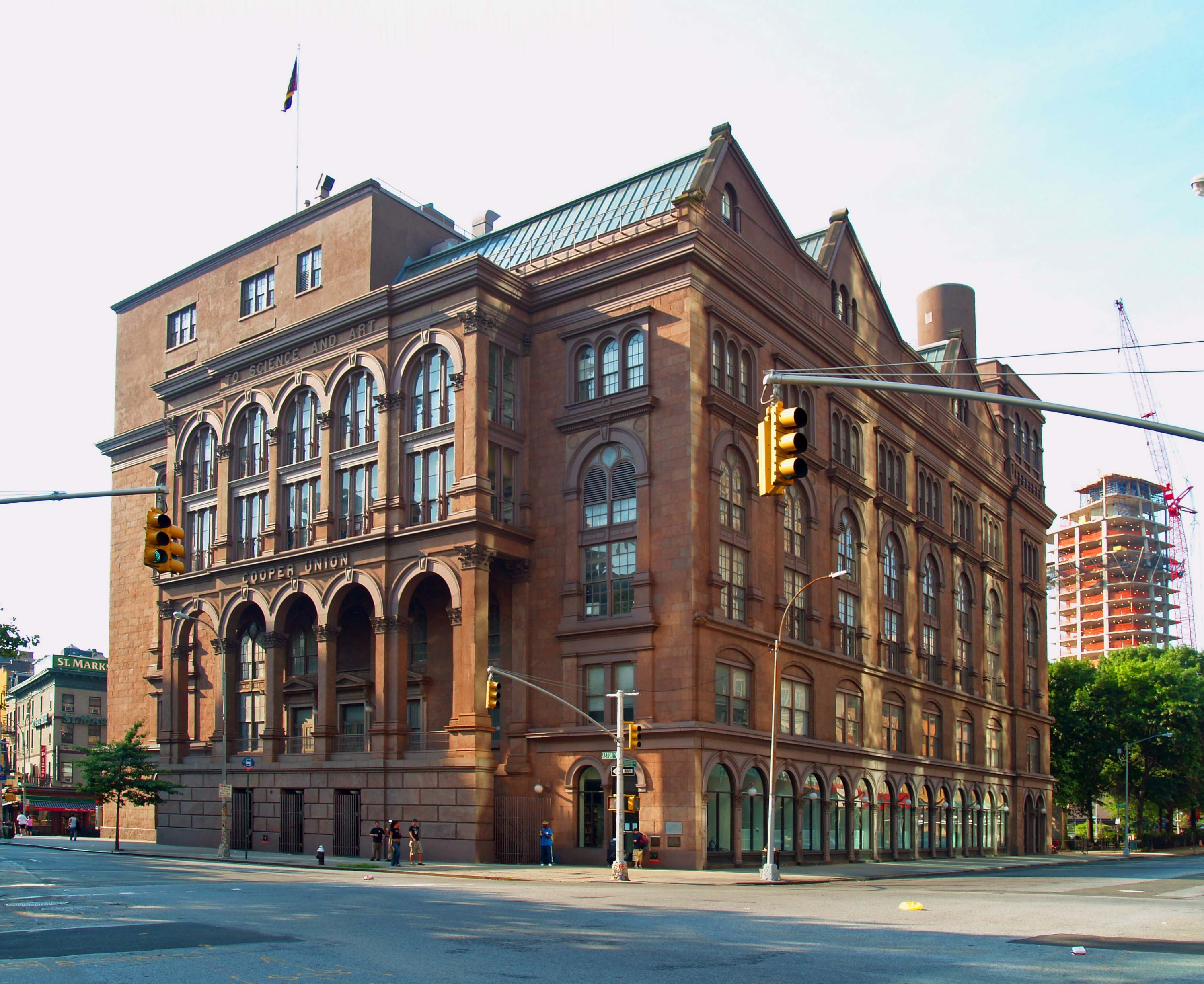
Cooper Union, w którym Abraham Lincoln wygłosił swoją słynną mowę

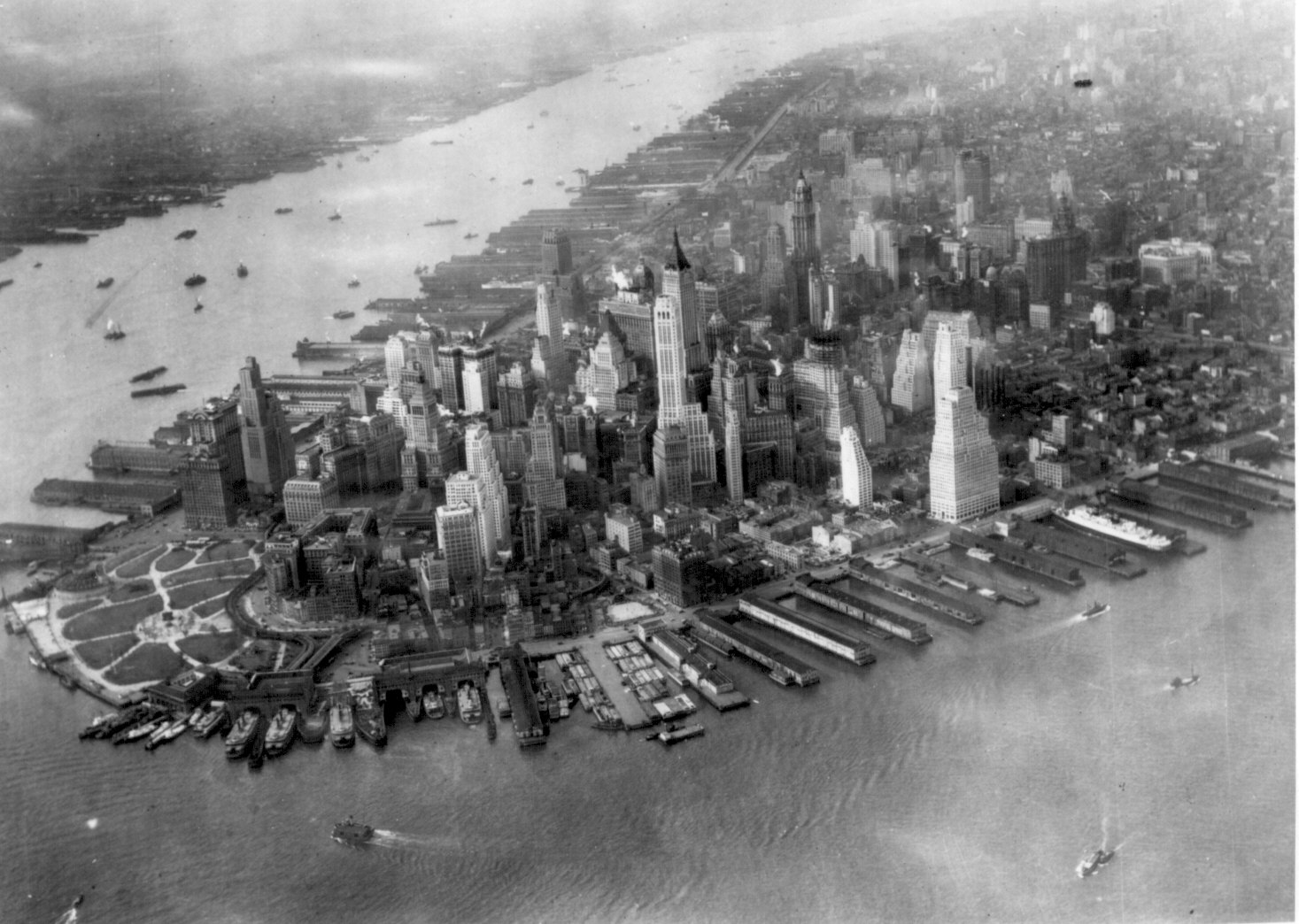
Lower Manhattan w 1931 roku

Pierwsze europejskie osady w Nowym Jorku zakładane były przez Holendrów na południowych krańcach Manhattanu. Pierwszy fort został wybudowany w Battery, aby chronić teren współczesnego miasta, określany wówczas mianem New Netherland. W 1813 roku, w Lower Manhattan utworzono Washington Market; zastąpił on istniejący od 1771 roku Bear Market. Washington Market położony był w obrębie ulic Barclay i Hubert, a także Greenwich i West Street. Obszar Washington Market pozostaje jedną z nielicznych sekcji Manhattanu, w których siatka ulic jest bardzo nieregularna. Na początku XX wieku Lower Manhattan doświadczył boomu konstrukcyjnego; wśród wybudowanych wtedy budynków były m.in.: 40 Wall Street, American International Building, Woolworth Building oraz 20 Exchange Place.
W drugiej połowie lat 50. XX wieku Lower Manhattan wzbogacił się o kolejne konstrukcje, włączając w to 11-piętrowy budynek przy 156 William Street, który oddano do użytku w 1955 roku. W roku 1957 powstały kolejne obiekty, a w tym: 27-kondygnacyjny biurowiec przy 20 Broad Street, 12-piętrowy budynek przy 80 Pine Street, a także 26-piętrowa konstrukcja przy 123 William Street. Pod koniec tejże dekady Lower Manhattan doświadczył depresji ekonomicznej w porównaniu do Midtown Manhattan, który wówczas przeżywał boom inwestycji. Plan ponownego ożywienia Lower Manhattan postanowił wprowadzić w życie David Rockefeller, rozpoczynając od konstrukcji One Chase Manhattan Plaza, czyli nowej siedziby dla swojego banku. Następnie powołał do życia projekt Downtown-Lower Manhattan Association (DLMA), którego czołowym założeniem była budowa centrum światowego handlu. Oryginalne plany DLMA zakładały uformowanie tegoż centrum wzdłuż cieśniny East River, pomiędzy Old Slip a Fulton Street. Jednakże po negocjacjach z gubernatorem stanu New Jersey, Richardem J. Hughesem zdecydowano, że World Trade Center powstanie w sąsiedztwie rzeki Hudson oraz West Side Highway.
Przez większość czasu południowy kraniec Lower Manhattan stanowił przede wszystkim dystrykt komercyjny, z niewielką populacją stałych mieszkańców (w 1960 roku były to zaledwie 4 tysiące osób). Dopiero konstrukcja Battery Park City przyciągnęła na te obszary większe liczby ludności. Gateway Plaza, pierwsza inwestycja w ramach Battery Park City, została skompletowana w 1983 roku. Sztandarowy element projektu, World Financial Center, składa się z czterech luksusowych wieżowców. Pod koniec XX wieku niemalże całość Battery Park City została skonstruowana, z wyjątkiem kilku budynków powstających przy West Street. W tamtym okresie Lower Manhattan osiągnął najwyższą w swojej historii populację, zarówno pod względem stałych mieszkańców, jak i biznesowych najemców.
Od początków XX wieku Lower Manhattan jest ważnym ośrodkiem sztuki i rozrywki. Greenwich Village była skupiskiem bohemy od pierwszej dekady XX wieku, aż do lat 80. W Greenwich Village wciąż działa część najważniejszych klubów jazzowych w Nowym Jorku; w latach 60. XX wieku stanowiły one bazę dla rozwoju amerykańskiej muzyki folkowej. W SoHo, w okresie od lat 70. do lat 90., funkcjonowało wiele galerii sztuki. Obecnie jednak scena artystyczna centrum Manhattanu koncentruje się wokół sąsiedztwa Chelsea. Począwszy od lat 60., Lower Manhattan mieścił szereg alternatywnych teatrów, stanowiąc serce wspólnoty Off-Off-Broadwayu. W połowie lat 70. Lower Manhattan doświadczył rozwoju punk rocka i jego pochodnych; muzyka ta rozkwitała szczególnie na dwóch obszarach – CBGB przy Bowery, na zachodnim krańcu East Village, a także w Max's Kansas City przy Park Avenue South. W tym samym okresie, w Lower Manhattan następowała ewolucja i popularyzacja kompozycji minimalistycznych, free jazzu, a także disco i muzyki elektronicznej.

## Zabytki i słynne budowle
Jednym z najbardziej znanych miejsc w Lower Manhattan jest obecnie teren, na którym w przeszłości stały siostrzane wieże World Trade Center. Przed zamachem terrorystycznym z 11 września 2001 roku budynki te stanowiły ikonę–symbol Lower Manhattanu jako centrum światowych finansów. Obecnie w miejscu dawnego World Trade Center powstają nowe wieże biurowe, włączając w to One World Trade Center. W momencie skompletowania wszystkich tych budowli, Lower Manhattan stanie się trzecim co do wielkości dystryktem biznesowym w Stanach Zjednoczonych, po Midtown Manhattan i centrum Chicago.
Do najsłynniejszych zabytków i atrakcji Lower Manhattanu należą: Castle Garden (pierwotnie fort Castle Clinton), Bowling Green, dawny United States Customs House (a obecnie Narodowe Muzeum Indian Amerykańskich), Federal Hall (gdzie George Washington został zaprzysiężony na urząd pierwszego w historii Prezydenta Stanów Zjednoczonych), Fraunces Tavern, New York City Hall, New York Stock Exchange, odnowione, oryginalne budynki kupieckie przy South Street Seaport, Most Brookliński oraz South Ferry. W Lower Manhattan znajdują się również słynne nowojorskie drapacze chmur, a w tym m.in.: Woolworth Building, 40 Wall Street (znany również jako Trump Building), Standard Oil Building, a także American International Building.

## Panorama

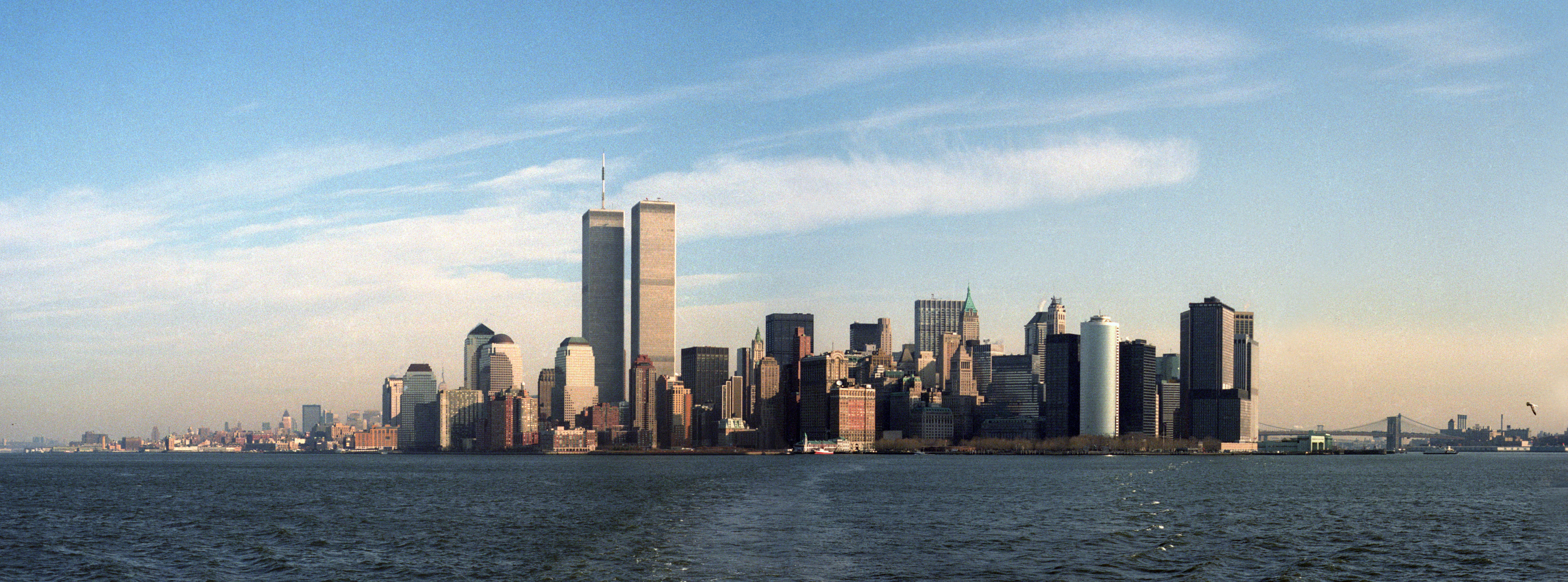
Lower Manhattan przed 11 września 2001, widziany ze Staten Island Ferry w grudniu 1991 roku

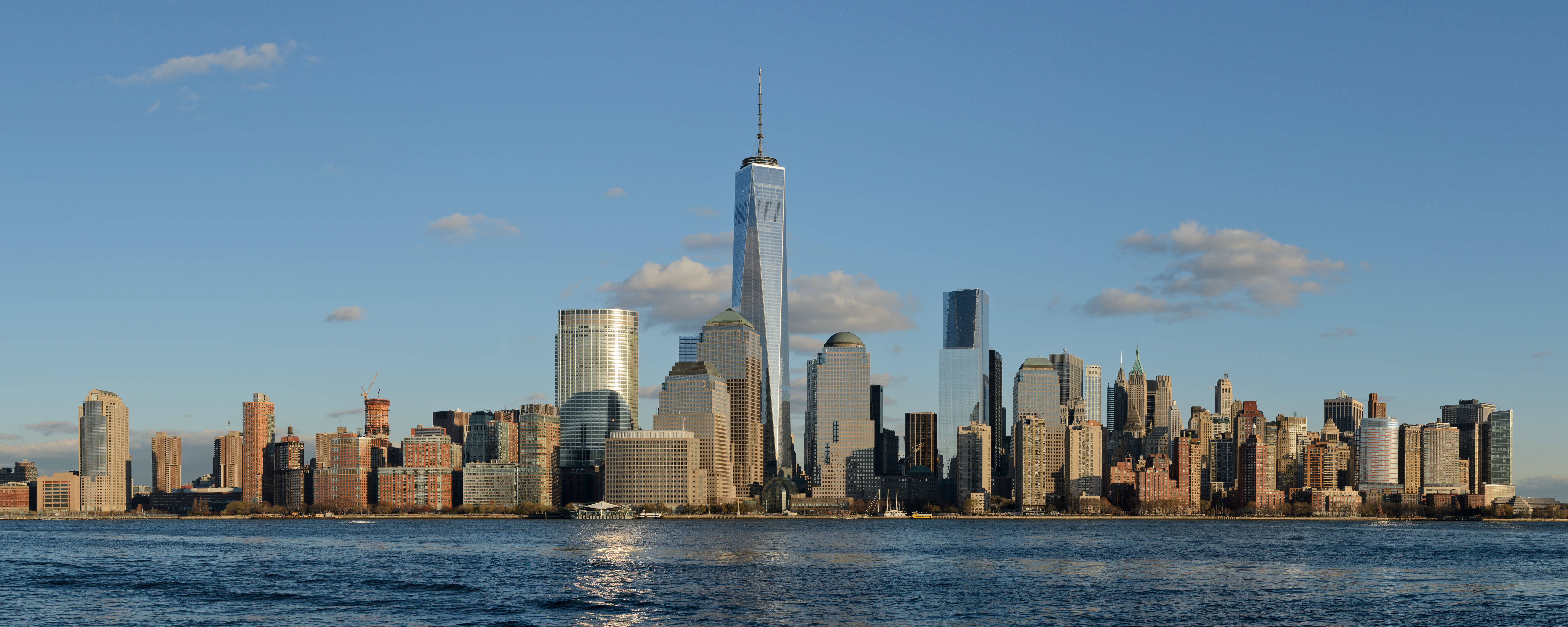
Lower Manhattan po 11 września 2001, widziany w 2014 roku

## Definicja centrum

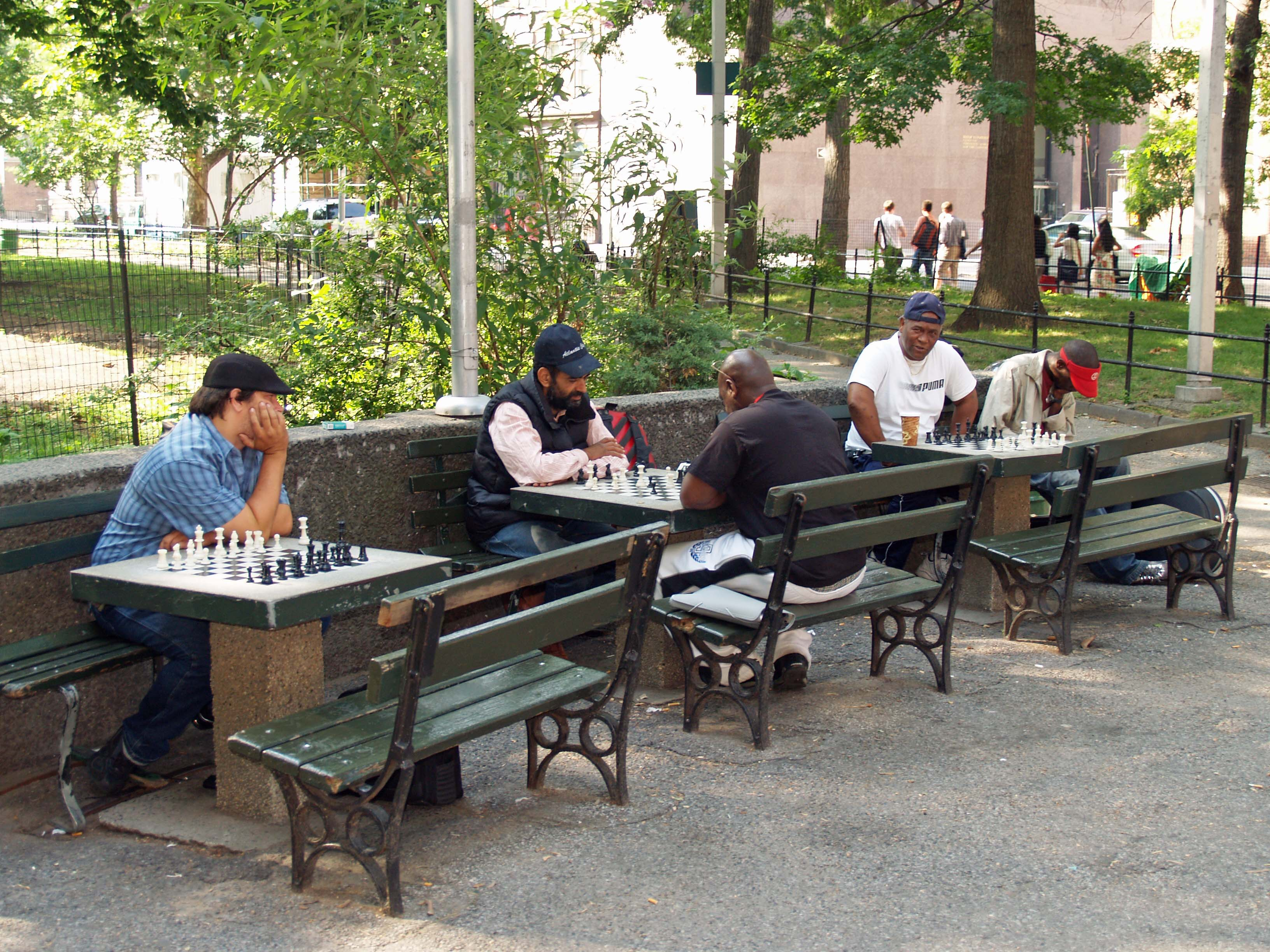
Grający w szachy w Washington Square Park

Określenie centrum w kontekście Manhattanu i zarazem całego Nowego Jorku przybiera różne znaczenia, zwłaszcza z perspektywy miejscowej ludności. Mieszkańcy Bronksu określenia centrum używają w odniesieniu do trasy na południe, czyli do jakiegokolwiek obszaru Manhattanu. Deklaracja, że ktoś będzie w centrum może odzwierciedlać położenie na południe od 14. ulicy – taką definicję śródmieścia przedstawia oficjalna agencja miejska, zajmująca się turystyką i marketingiem.

## Władze i infrastruktura
W Four World Trade Center, czyli części nowego kompleksu World Trade Center, znajdować się będzie siedziba Port Authority of New York and New Jersey.
W Lower Manhattan funkcjonuje ponadto ratusz miejski, a także większość organów władz miasta.
W Lower Manhattan realizowane są obecnie dwa wielkie projekty transportowe: Fulton Street Transit Center i World Trade Center Transportation Hub, które zostaną skompletowane w 2014 roku. World Trade Center Transportation Hub będzie każdego dnia obsługiwać 250 tysięcy pasażerów, stając się trzecią co do wielkości stacją kolejową w Nowym Jorku.

## Gospodarka

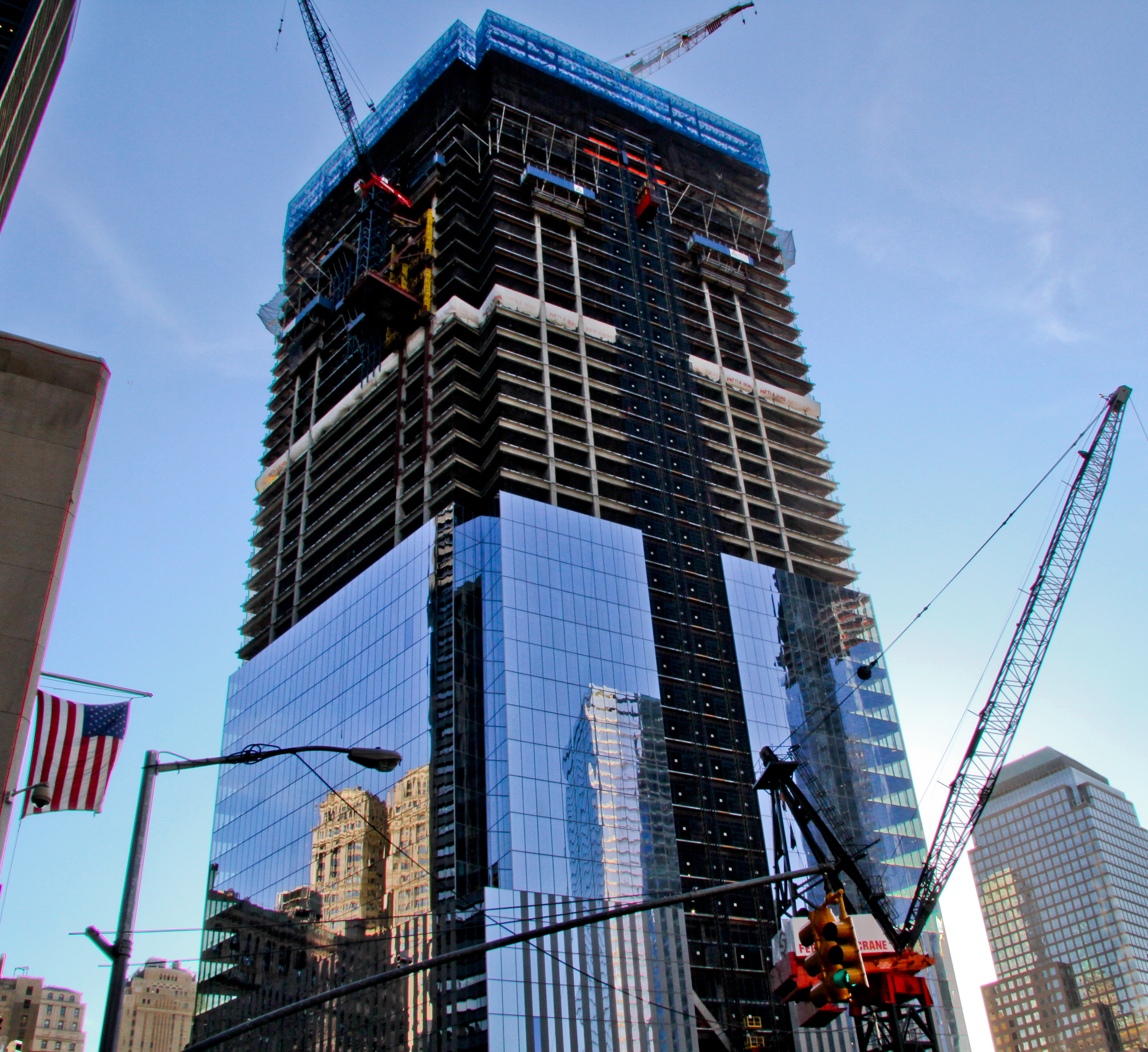
Budowa Four World Trade Center w październiku 2011 roku

Lower Manhattan jest 4. co do wielkości dystryktem finansowym w Stanach Zjednoczonych, tuż za Midtown Manhattan, Chicago Loop i Waszyngtonem. Jednocześnie po skompletowaniu 1 World Trade Center, Lower Manhattan awansuje w tym rankingu na 3. pozycję.
55 Water Street mieści siedziby EmblemHealth i S&P Global Ratings. HIP Health Plan of New York, która stała się częścią EmblemHealth, przeniosła do 55 Water Street ponad 2 tysiące swoich pracowników w październiku 2004 roku – była to największa relokacja korporacyjna w centrum Manhattanu po zamachu z 11 września 2001 roku. Przy 770 Broadway znajduje się siedziba AOL, zaś przy 200 West Street funkcjonuje centrala Goldman Sachs. Swoją siedzibę w Lower Manhattan posiadają również m.in.: PR Newswire, Ambac Financial Group, a także Nielsen Company i Nielsen Media Research.